# جيك ريد (لاعب كرة قدم أمريكية)
جيك ريد (بالإنجليزية: Jake Reed)‏ هو لاعب كرة قدم أمريكية أمريكي، ولد في 28 سبتمبر 1967 في كوفينغتون في الولايات المتحدة.

## وصلات خارجية
- جيك ريد على موقع مرجع كرة القدم المحترفة.كوم (الإنجليزية)